# Minyons de Santa Cristina
|  | Per a altres significats, vegeu «Minyons». |

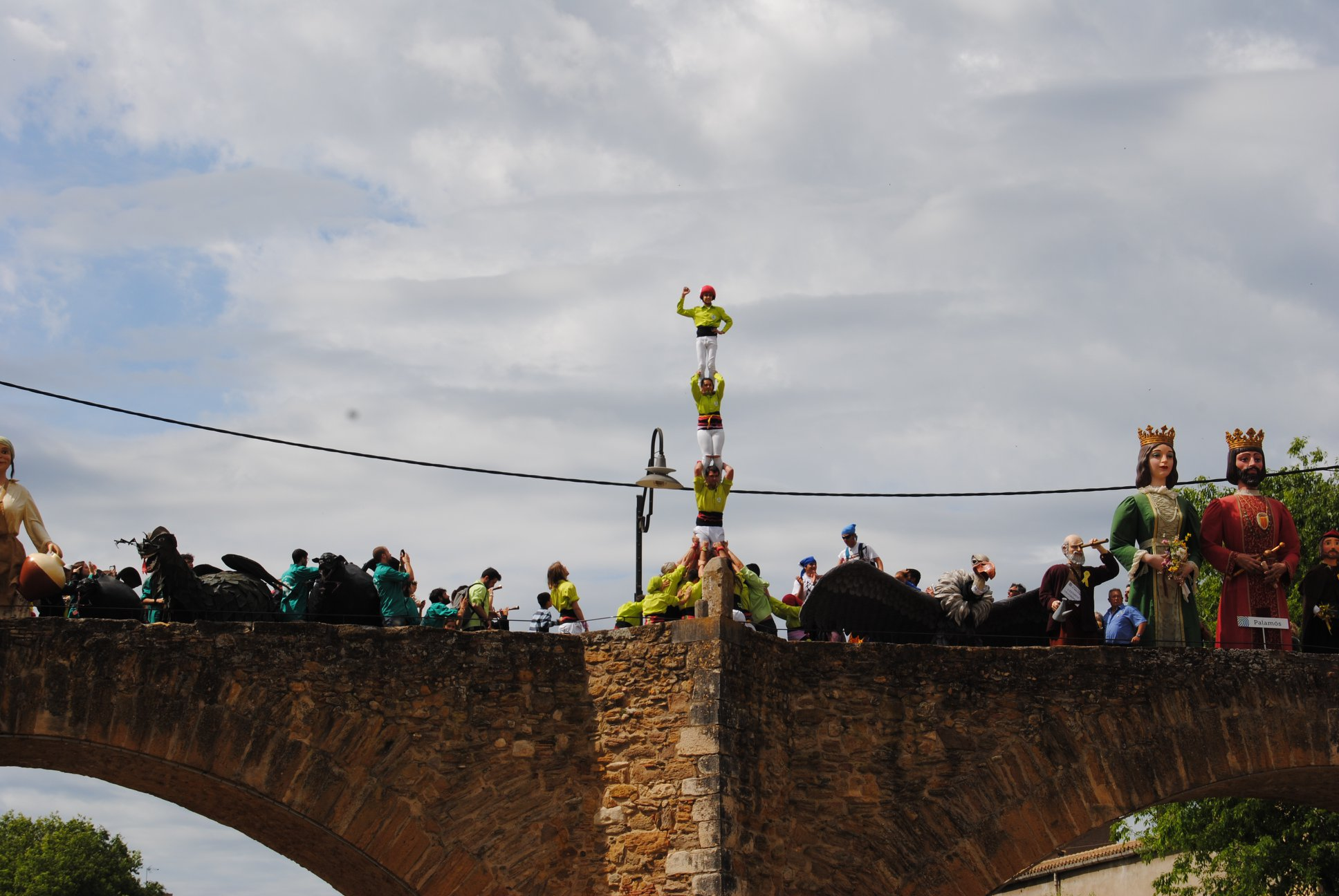

Els Minyons de Santa Cristina són una colla castellera de Santa Cristina d'Aro, al Baix Empordà, acceptada com a colla castellera en formació per la Coordinadora de Colles Castelleres de Catalunya des del juny del 2013. Vesteixen amb camisa de color verd poma i els seus millors castells són el 2 de 6, el 5 de 6, el 4 de 6 amb l'agulla i el 3 de 6 amb l'agulla. Els padrins de la colla són els Marrecs de Salt i els Sagals d'Osona.
El seu primer castell de 6 va ser el 3 de 6 i el van descarregar per primer cop el 23 de febrer de 2014 a Platja d'Aro. El 31 d'agost de 2014 van aconseguir la seva primera diada amb tres castells de sis a Pineda de Mar en una diada organitzada pels Castellers de l'Alt Maresme. Van entrar a plaça amb el primer pilar de 4 caminat de la colla i van descarregar el 3 de 6, el 3 de 6 amb agulla i el 4 de 6, van finalitzar l'actuació amb dos pilars de 4 simultanis.
El 21 d'octubre del 2018 varen aconseguir descarregar el seu primer Pilar de 5. Va ser a Santa Susanna (Maresme).
L'any 2015 van participar en la filmació de la pel·lícula "ocho apellidos catalanes". La colla des de llavors te la camisa firmada que Dani Rovira (actor protagonista de la peli·licula) va portar durant el dia de gravació.